# Christiane Lüth
Christiane Lüth, född Fischer 1817, död 1900, var en dansk dagboksförfattare. Hon var gift med den tyske prästen Lüth, som 1839–1852 var hovkaplan hos Greklands drottning Amalia av Oldenburg, och är känd för sina dagboksanteckningar om sitt liv vid det grekiska hovet.

## Biografi
Christiane Lüth föddes på Nordsjælland i Danmark som dotter till ämbetsmannen Heinr. Fr. Georg Fischer (1781–1829) och Mette Elisabeth Petersen (1789–1857). Hon arbetade som guvernant på en herrgård i Holstein, och gifte sig 1838 med den tyske prästen A. H. F. Lüth (1806–1859).
Maken kom från Oldenburg, och 1839 fick han anställning som hovkaplan åt Greklands drottning Amalia av Oldenburg. Paret reste till Grekland landvägen från Tyskland och Österrike till Adriatiska havet med Christianes syster Johanne ("Hanne") Fischer. De bodde vid det grekiska hovet i Aten från 1839 till maj 1852. Till skillnad från många andra utlänningar miste hennes make inte sin hovtjänst efter 3 september 1843-revolutionen, då hans tjänst räknades till kungens privata hushåll och inte som en statlig tjänst.
År 1852 återvände paret till Tyskland, där de bosatte sig i Lübeck. När hon blev änka 1859 återvände hon till Danmark, där hon levde i resten av sitt liv. Hon besökte Danmark igen med sin syster Hanne och sin dotter Damaris 1891. 

## Dagboken
Christiane Lüths dagbok utgavs på danska 1906–1927. Den skildrar tiden 1839–1845, men beskrivningarna efter 3 september 1843-revolutionen är betydligt mer kortfattade.
Dagboken beskriver en rad historiska samtida personligheter i Aten. Hon skildrar också flera historiska händelser, både små och stora sådana. Hon beskrev 3 september 1843-revolutionen: 
3. Septbr. 1843.1) I Nat vaagnede vi alle af et rædsomt Brøl udaf tusinde Halse og troede først at det kom fra „Philadelphia,“ det tydske Selskab, som altid morer sig paa en højrøstet Maade; men ved at se nøjere til i Maaneskinnet, opdagede vi at hele Palaispladsen var fuld af Militaire og Pøbel, der brølede ro Svvraypal Det var ikke nogen behagelig Opdagelse. Man havde jo nok hørt noget ymte om en Militærrevolution, men stolede paa, at det var tomme Rygter. Det var imidlertid Alvor, da Kanonerne var kørt derop og rettede imod Slotsportalen og Lunten blev holdt beredt. Ingen skulde undkomme. Folket var rent rasende og forlangte alle de Tyskes Afsættelse fra Statsembeder, og Konstitution. Hvis Kongen ikke føjede sig, vilde de massakrere Palaiset med alt hvad det indeholdt. Kongen var jo tvivlraadig og trak det hen indtil om Middagen Kl. 12, da besluttede han sig endelig til nødtvungen at underskrive, og saa fik Grækenland Konstitution og jublede nu ligesaa meget, som det før havde skændt. Om Aftenen, da vi sad udenfor i Gaarden, gik Kuglerne om Ørerne paa os, saa man mærkede, at de havde staaet ladt, og nu skød de af Glæde og Kaadhed. Vi listede ind og lukkede vor Dør, men der kom ikke megen Ro over os alligevel.